# Jevgenija Lapšinová
Jevgenija Lapšinová (rusky: Евгения Лапшина; * 1997) je ruská reprezentantka ve sportovním lezení, vítězka zimních armádních světových her v lezení na rychlost.

## Výkony a ocenění
- 2018: vítězka zimních armádních světových her

### Závodní výsledky
| Mistrovství světa | Mistrovství světa |
| Rok               | 2018              |
| ----------------- | ----------------- |
| Bouldering        | 49-50             |

| Světový pohár | Světový pohár | Světový pohár | Světový pohár | Světový pohár |
| Rok           | 2013          | 2016          | 2017          | 2018          |
| ------------- | ------------- | ------------- | ------------- | ------------- |
| Obtížnost     | 0             | —             | 71            | —             |
| jednotlivě*   | ,44,          | —             | ,48,28,       | —             |
|               |               |               |               |               |
| Bouldering    | —             | 42-43         | 0             | 59            |
| jednotlivě*   | —             | ,16,          | ,45,          | ,21,45,       |
|               |               |               |               |               |
| Kombinace     | —             | —             | 165-171       | —             |

* pozn.: nalevo jsou poslední závody v roce; v roce 2017 se kombinace počítala i za jednu disciplínu
| Mistrovství Evropy | Mistrovství Evropy |
| Rok                | 2017               |
| ------------------ | ------------------ |
| Bouldering         | 31-21              |

| Zimní armádní světové hry | Zimní armádní světové hry | Zimní armádní světové hry |
| Rok                       | 2017                      | 2018                      |
| ------------------------- | ------------------------- | ------------------------- |
| Obtížnost                 |                           | —                         |
| Rychlost (klasická cesta) | 3                         | 1                         |
| Bouldering                |                           | 3                         |

| Evropský pohár juniorů | Evropský pohár juniorů | Evropský pohár juniorů | Evropský pohár juniorů | Evropský pohár juniorů | Evropský pohár juniorů | Evropský pohár juniorů |
| Rok                    | 2011 kat. B            | 2012 kat. B            | 2013 kat. A            | 2014 kat. A            | 2015 juniorky          | 2016 juniorky          |
| ---------------------- | ---------------------- | ---------------------- | ---------------------- | ---------------------- | ---------------------- | ---------------------- |
| Obtížnost              |                        |                        |                        |                        |                        |                        |
| jednotlivě             | ,5,                    | ,                      |                        |                        |                        |                        |
|                        |                        |                        |                        |                        |                        |                        |
| Rychlost               |                        |                        |                        |                        |                        |                        |
| jednotlivě             |                        | ,6,                    |                        | ,8,,                   |                        |                        |
|                        |                        |                        |                        |                        |                        |                        |
| Bouldering             |                        |                        |                        |                        |                        |                        |
| jednotlivě             |                        |                        |                        | ,                      |                        |                        |